# Кокер, Уильям Чемберс
Уильям Чемберс Кокер (англ. William Chambers Coker; 1872—1953) — американский миколог и ботаник.

## Биография
Уильям Чемберс Кокер родился 24 октября 1872 года в городе Хартсвилл в Южной Каролине в семье майора Джеймса Лайда Кокера, основателя женского Колледжа Кокера, и Сьюзан Армстронг Стаут, дочери преподобного Плэтта Стаута. С детства Уильям интересовался ботаникой. Отец Кокера разрешал детям пользоваться микроскопом и книгами по химии, принесёнными им из Гарвардского университета, где он некоторое время работал. Уильям учился в школе в Хартсвилле, в 1891 году поступил в Университет Южной Каролины. В 1894 году окончил Университет с отличием, через два года стал сотрудником Атлантического национального банка в Уилмингтоне. В 1897 году Кокер оставил работу в банке и стал учиться ботанике в Университете Джонса Хопкинса. В 1901 году Кокер получил степень доктора философии за работу On the Gametophytes and Embryo of Taxodium. В 1901—1902 Кокер некоторое время работал в лаборатории Э. А. Страсбургера в Бонне. В 1902 году Уильям Чемберс стал адъюнкт-профессором Университета Северной Каролины, где работал до 1945 года. В 1917 году он издал монографию мухоморов востока США. Затем Кокер был автором ещё 136 научных публикаций в журналах и книгах. В 1927 году Кокер возглавил микологическое отделение Ботанического общества США. 28 октября 1934 года Кокер женился на Луизе Мэннинг Венейбл, дочери химика, президента Университета Северной Каролины Фрэнсиса Престона Венейбла. Уильям Кокер скончался 27 июня 1953 года.

## Некоторые научные работы
- Coker, W.C. (1912). The plant life of Hartsville. 129 pp.
- Coker, W.C. (1923). The Saprolegniaceae with notes on other water moulds. 201 pp.
- Coker, W.C. (1923). The Clavarias of the United States and Canada. 209 pp.
- Coker, W.C.; Couch, J.N. (1927). The Gasteromycetes of the eastern United States and Canada. 201 pp.

## Роды и некоторые виды, названные в честь У. Ч. Кокера
- Cokeromyces Shanor, 1950
- Amanita cokeriana Singer, 1948
- Ernodea cokeri Britton ex Coker, 1905
- Lactarius cokeri A.H.Sm. & Hesler, 1962
- Lepidella cokeri E.-J.Gilbert & Kühner, 1928 [syn.  Amanita cokeri (E.-J. Gilbert & Kühner) E.-J.Gilbert]
- Ramaria cokeri R.H.Petersen, 1976
- Septobasidium cokeri Couch ex L.D.Gómez & Henk, 2004
- Sorodiscus cokeri Goldie-Sm., 1951